# Gehringiinae
Los geringiínos (Gehringiinae) son una subfamilia de coleópteros adéfagos  perteneciente a la familia Carabidae. 

## Tribus
Tiene las siguientes tribus.
- Gehringiini[1]